# The Who Hits 50!
The Who Hits 50! è una compilation del gruppo rock britannico The Who, pubblicato nel 2014.

## Descrizione
L'album contiene alcuni brani non abitualmente inseriti nelle raccolte del gruppo come Dogs e Relay oltre a The Last Time, cover della canzone dei Rolling Stones. Inoltre include un brano inedito, Be Lucky, registrato durante le sessioni del 2014 per il progetto di un nuovo album. La canzone è la prima composizione originale pubblicata dagli Who dal 2006.

## Tracce
- Tutti i brani sono opera di Pete Townshend, eccetto dove indicato diversamente.

### 1-CD Edition
1. Zoot Suit - 1:59
2. I Can't Explain - 2:05
3. Anyway, Anyhow, Anywhere - 2:43
4. My Generation - 3:18
5. Substitute - 3:45
6. I'm a Boy - 2:38
7. Happy Jack - 2:14
8. Pictures of Lily - 2:44
9. I Can See for Miles - 4:08
10. Magic Bus - 4:36
11. Pinball Wizard - 3:03
12. The Seeker - 3:12
13. Won't Get Fooled Again - 3:40
14. Baba O'Riley - 5:08
15. Bargain - 5:33
16. Join Together - 4:22
17. 5:15 - 4:48
18. Squeeze Box - 2:40
19. Who Are You - 5:14
20. Real Good Looking Boy (Townshend, Hugo Peretti, Luigi Creatore, George David Weiss) - 3:55
21. Be Lucky - 3:19

### 2-CD Deluxe and Digital Deluxe Edition
Disc 1
1. Zoot Suit - 1:59
2. I Can't Explain - 2:05
3. Anyway, Anyhow, Anywhere (Townshend, Daltrey) - 2:43
4. My Generation - 3:18
5. Substitute - 3:45
6. The Kids Are Alright - 3:06
7. I'm a Boy - 2:38
8. Happy Jack - 2:14
9. Boris the Spider (John Entwistle) - 2:30
10. Pictures of Lily - 2:44
11. The Last Time (Mick Jagger, Keith Richards) - 2:59
12. I Can See for Miles - 4:08
13. Call Me Lightning - 2:19
14. Dogs - 3:01
15. Magic Bus - 4:36
16. Pinball Wizard - 3:00
17. I'm Free - 2:41
18. The Seeker - 3:10
19. Summertime Blues (Eddie Cochran, Jerry Capehart) - 3:22
20. See Me, Feel Me - 3:30
21. Won't Get Fooled Again - 3:38
22. Let's See Action - 3:57
23. Bargain - 5:33
24. Behind Blue Eyes - 3:42

Disc 2
1. Baba O'Riley - 5:08
2. Join Together - 4:22
3. Relay - 3:52
4. 5:15 - 4:48
5. Love, Reign o'er Me - 5:56
6. Postcard (Entwistle) - 3:27
7. Squeeze Box - 2:40
8. Slip Kid - 4:36
9. Who Are You - 5:14
10. Trick of the Light (Entwistle) - 4:27
11. You Better You Bet - 5:37
12. Don't Let Go the Coat - 3:44
13. Athena - 3:46
14. Eminence Front - 5:39
15. It's Hard - 3:47
16. Real Good Looking Boy (Townshend, Peretti, Creatore, David Weiss) - 3:55
17. It's Not Enough (Townshend, Rachel Fuller) - 4:03
18. Be Lucky - 3:19

## Formazione
The Who
- Roger Daltrey – voce, percussioni, armonica a bocca, chitarra ritmica
- John Entwistle – basso, cori, voce (tracce 9 & 30), ottoni, tastiere
- Kenney Jones – batteria, percussioni (tracce 35–39)
- Keith Moon – batteria, percussioni (tracce 1–34)
- Pete Townshend – chitarra acustica a 6 e 12 corde, chitarra elettrica, cori, voce (tracce 25 & 38), seconda voce (tracce 16, 23, 25, 28, 37), tastiere, sintetizzatore, scacciapensieri, armonica a bocca, fisarmonica, banjo

Musicisti aggiuntivi
- John "Rabbit" Bundrick – tastiere (tracce 35, 36 & 40), cori